# 期待理論
期待理論（きたいりろん）とは経営学用語の一つ。これは組織に置かれている人間が、期待によって動機付けられ、そして行動するということを選択して、その行動を持続させることができるようになるという理論のことである。人間というのは努力したならばそれに応じて報酬が得られるという期待から動機付けがされていくということである。そのときの報酬が主観的に判断したならばどれほどの価値であるかということも動機付けの大きさとなる。人間の行動へ向かう動機の大きさというのは、報酬の存在と報酬に対する主観的な価値の組み合わせによって決まってくるということである。このような期待理論においては、人間というのは自己実現を目的として行動しようとするのではなく、自身の利益を最大化させるということを目的として行動しようとするわけである。